# بخشالی
بخشالی (به انگلیسی: Bakhshali) یک منطقهٔ مسکونی در پاکستان است که در ناحیه مردان واقع شده‌است.